# Elene Gedewaniszwili
Elene Gedewaniszwili, gruz. ელენე გედევანიშვილი, ros. Элене Гедеванишвили (ur. 7 stycznia 1990 w Tbilisi) – gruzińska łyżwiarka figurowa startująca jako solistka. Uczestniczyła trzykrotnie w igrzyskach olimpijskich (2006, 2010, 2014). Jest dwukrotną brązową medalistką mistrzostw Europy oraz mistrzynią Gruzji.

## Kariera
Reprezentuje tbiliski klub Dinamo Tbilisi. W kategorii seniorów zadebiutowała w sezonie 2005/06. Na Mistrzostwach Europy 2006 zajęła wtedy wysokie 5. miejsce.
Do listopada 2006, Gedewaniszwili trenowała w Moskwie, w klubie CSKA Moskwa, pod okiem Jeleny Wodoriezowej i we współpracy z Tatjaną Tarasową.
W październiku 2006, w ramach trwającego konfliktu rosyjsko-gruzińskiego, ujawniły się problemy wizowe matki zawodniczki. Efektem tego była konieczność opuszczenia Moskwy przez całą rodzinę Gedewaniszwilich. Elene musiała wycofać się ze startów w zawodach Cup of China oraz NHK Trophy, składających się na prestiżowy cykl Grand Prix. Nie było wiadomo, czy poszukująca nowego trenera i miejsca do treningu, zawodniczka wystąpi na mistrzostwach Europy w Warszawie.
Wstępnie, planowano przeprowadzkę i wznowienie treningów w Estonii z Anną Levandi, a czas oczekiwania na sfinalizowanie formalności, Gedewaniszwili spędziła na treningach siłowych w rodzimej Gruzji. Ostatecznie jednak, na początku stycznia 2007 zawodniczka przeprowadziła się do USA, gdzie podjęła treningi z cenioną trenerką; Galiną Żmijewską. Po zaledwie trzech tygodniach współpracy, wystartowała w mistrzostwach Europy, po programie krótkim zajmując trzecie miejsce, którego jednak nie utrzymała do końca rywalizacji.
Problemy z początku sezonu, dały o sobie znać w trakcie mistrzostw świata, gdzie Elene była dopiero 18. Nie zmieniło to jednak faktu, że pozostaje najlepszą w historii gruzińską łyżwiarką. W kwietniu 2007, zawodniczka ponownie zmieniła trenera. Od tego momentu, współpracuje z Romanem Serovem (oraz tymczasowo – Wiktorem Kudriawcewem). Nie jest on już jednak jej głównym trenerem. Została nim Robin Wagner, a współpracuje z nimi Elaine Zayak.
Startowała podczas Zimowych Igrzysk Olimpijskich 2006, zajmując 10. miejsce. Cztery lata później, zdobyła brązowy medal mistrzostw Europy w Tallinnie.

## Wybrane starty
| Zawody/sezon                           | 2001/02 | 2002/03 | 2003/04 | 2004/05 | 2005/06 | 2006/07 | 2007/08 | 2008/09 | 2009/10 | 2010/11 | 2011/12 |
| -------------------------------------- | ------- | ------- | ------- | ------- | ------- | ------- | ------- | ------- | ------- | ------- | ------- |
| Igrzyska olimpijskie                   | –       | –       | –       | –       | 10      | –       | –       | –       | 14      | -       | -       |
| Mistrzostwa świata                     | –       | –       | –       | –       | 14      | 17      | 20      | 10      | 18      | 10      |         |
| Mistrzostwa Europy                     | –       | –       | –       | –       | 5       | 8       | 7       | 25      | 3       | 8       | 3       |
| Trophee Bompard (Cykl Grand Prix – GP) | –       | –       | –       | –       | –       | –       | –       | 7       | 7       | -       | -       |
| Skate America (GP)                     | –       | –       | –       | –       | –       | –       | 6       | –       | 6       | -       | -       |
| NHK Trophy (GP)                        | –       | –       | –       | –       | –       | –       | 8       | –       | –       | -       | -       |
| Trofeum Finlandii                      | –       | –       | –       | –       | –       | –       | –       | 4       | –       | -       | -       |
| Mistrzostwa świata juniorów            | –       | –       | 12      | 5       | –       | –       | –       | 6       | –       | -       | -       |
| Mistrzostwa Gruzji                     | 4       | 1       | 1 J.    | –       | –       | –       | –       | –       | –       | -       | -       |
| Memoriał Karla Schäfera                | –       | –       | –       | –       | 4       | 1       | –       | –       | –       | -       | -       |
| Finał Grand Prix Juniorów (JGP)        | –       | –       | –       | –       | 7       | –       | –       | –       | –       | -       | -       |
| Tallinn Cup (JGP)                      | –       | –       | –       | –       | 1       | –       | –       | –       | –       | -       | -       |
| Skate Slovakia (JGP)                   | –       | –       | –       | –       | 3       | –       | –       | –       | –       | -       | -       |
| Ukrainian Souvenir (JGP)               | –       | –       | –       | 6       | –       | –       | –       | –       | –       | -       | -       |
| Courchevel Cup (JGP)                   | –       | –       | –       | 17      | –       | –       | –       | –       | –       | -       | -       |
| Croatia Cup (JGP)                      | –       | –       | 7       | –       | –       | –       | –       | –       | –       | -       | -       |
| Europejska olimpiada młodzieży         | –       | –       | –       | 7       | –       | –       | –       | –       | –       | -       | -       |
| Coupe Haabersti                        | –       | –       | –       | 3       | –       | –       | –       | –       | –       | -       | -       |